# Зелёнорощинский сельсовет
Зелёнорощинский сельсовет — сельское поселение в Александровском районе Оренбургской области Российской Федерации.
Административный центр — село Зелёная Роща.

## История
Статус и границы сельского поселения установлены Законом Оренбургской области от 9 марта 2005 года № 1892/320-III-ОЗ «О муниципальных образованиях в составе муниципального образования Александровский район Оренбургской области»

## Население
| 2010 | 2012 | 2013 | 2014 | 2015 | 2016 | 2017 |
| ---- | ---- | ---- | ---- | ---- | ---- | ---- |
| 758  | ↘747 | ↘733 | ↘720 | ↘697 | ↘685 | ↘681 |
| 2018 | 2019 | 2020 | 2021 |      |      |      |
| ↘662 | ↘661 | ↘630 | ↘605 |      |      |      |

## Состав сельского поселения
| № | Населённый пункт | Тип населённого пункта       | Население |
| - | ---------------- | ---------------------------- | --------- |
| 1 | Зелёная Роща     | село, административный центр | 268       |
| 2 | Канчирово        | село                         | 173       |
| 3 | Кутучево         | село                         | 248       |
| 4 | Якут             | село                         | 69        |